# Carrera al mar
La Carrera al Mar fue un conjunto de operaciones militares en el Frente Occidental de la Primera Guerra Mundial, entre el 17 de septiembre y el 19 de octubre de 1914. Se desarrolló entre el curso alto del río Aisne, en Francia, y las playas del mar del Norte, en Bélgica.

## Desarrollo
Después de la primera batalla del Marne y la retirada alemana hasta el Aisne, ambos bandos iniciaron una serie de maniobras, el flanqueo mutuo y posterior atrincheramiento, en la cual intentaron sobrepasar al enemigo por el norte.
Inicialmente el frente terminaba en el río Aisne; llevaron a los alemanes a maniobrar hacia el lado aliado y ocuparon las posiciones en Chemin des Dames, en la ribera occidental del río. A su vez, los aliados los flanquearon por el occidente, para encontrarse con nuevas líneas alemanas. El proceso se repitió hasta llegar al mar del Norte, con las batallas de La Bassée, la primera batalla de Ypres y la de Yser, a finales de octubre. 
La consecuencia fue una línea de frente con trincheras continuas en unos 300 km, que posteriormente se extendió a toda la línea del frente occidental desde el mar hasta la frontera con Suiza.
Esto terminaría con la guerra de movimientos y daría paso a la llamada "guerra de trincheras", que predominaría durante el resto de la guerra.